# Spurio Tarpeio
Spurio Tarpeio (fl. VIII secolo a.C.) era il comandante dei romani posti a guardia della rocca del Campidoglio al tempo del ratto delle Sabine.

## Biografia
Spurio Tarpeio era il padre di Tarpeia, la vestale che i Sabini corruppero per entrare nella cittadella.
Tarpeia pagò con la vita il proprio tradimento, e lo stesso Tarpeio fu accusato di tradimento e condannato.
Spurio Tarpeio probabilmente è un antenato di Spurio Tarpeio Montano Capitolino, console del 454 a.C. e capostipite della gens Tarpeia.